# Willis Towers Watson
Willis Towers Watson Public Limited Company (WTW) er en britisk multinational virksomhed, der udbyder forsikringsservices og andre konsulentydelser.
WTW driver virksomhed i over 140 lande, og de har over 44.000 ansatte.
Willis Towers Watson blev etableret i 2016 ved en fusion mellem britiske Willis Group og amerikanske Towers Watson.